# Leptopharsa papella
Leptopharsa papella är en insektsart som beskrevs av Drake 1941. Leptopharsa papella ingår i släktet Leptopharsa och familjen nätskinnbaggar. Inga underarter finns listade i Catalogue of Life.